# Pediobius longisetosus
Pediobius longisetosus  (лат.) — вид паразитических наездников рода Pediobius из семейства Eulophidae (Chalcidoidea) отряда перепончатокрылые насекомые. Океания: Новые Гебриды (Вануату). Зеленовато-бронзового цвета. Переднеспинка с шейкой, отграниченной килем (поперечным гребнем). Щит среднеспинки с развитыми изогнутыми парапсидальными бороздками. Ассоциированы с бабочками-волнянками (Lymantriidae, паразиты гусениц) на кофейном дереве .